# ای‌دی‌سی سریع
ای‌دی‌سی سریع یا ای‌دی‌سی فِلَش (که به آن ای‌دی‌سی تبدیل-مستقیم نیز گفته می‌شود) نوعی مبدل آنالوگ به دیجیتال است که برای مقایسه ولتاژ ورودی با ولتاژهای مرجع متوالی از یک نردبان ولتاژ خطی با یک مقایسه‌کننده در هر «پله» نردبان استفاده می‌کند. این نردبان‌های مرجع اغلب از تعداد مقاومت‌های زیادی ساخته شده‌اند. با این حال، اجرای نوین نشان می‌دهد که تقسیم ولتاژ خازنی نیز امکان‌پذیر است. خروجی این مقایسه‌کننده‌ها به‌طور کلی به یک رمزگذار دیجیتال، که ورودی را به یک مقدار باینری (خروجی جمع‌آوری شده از مقایسه‌کننده‌ها می‌توان به عنوان یک مقدار یگانی در نظر گرفت) تبدیل کند.

## پیاده‌سازی

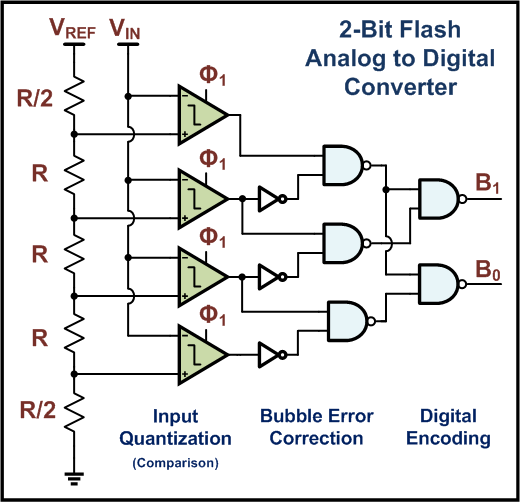
پیاده‌سازی نمونه ۲بیتی ای‌دی‌سی سریع با تصحیح خطای حبابی و رمزگذاری دیجیتال

ای‌دی‌سی‌های سریع در بسیاری از فناوری‌ها پیاده‌سازی شده‌است، انواعی از فن‌آوری‌های مبتنی‌بر سیلیکون دوقطبی (بی‌جی‌تی) و فت‌های فلز-اکسید مکمل (سیماس) به ندرت از فناوری‌های  III-V  استفاده شده. اغلب این نوع ای‌دی‌سی به عنوان اولین تأیید مدار آنالوگ در اندازه-متوسط استفاده می‌شود.

## کاربرد
نرخ نمونه بسیار بالای این نوع ADC امکان کاربردهای با فرکانس-بالا (معمولاً در محدوده چند گیگاهرتز) مانند ردیابی راداری، گیرنده‌های رادیویی باندپهن ، تجهیزات آزمایش الکترونیکی و پیوندهای مخابرات نوری را فراهم می‌کند. بیشتر اوقات، ADC فلش در یک آی‌سی بزرگ قرار دارد که شامل بسیاری از توابع رمزگشای دیجیتال است.
همچنین یک مدار کوچک ای‌دی‌سی فلش ممکن است در داخل یک حلقه مدولاسیون دلتا-سیگما وجود داشته باشد.